# Phaeoceros dichotomus
Phaeoceros dichotomus là một loài rêu trong họ Anthocerotaceae. Loài này được Raddi Prosk. mô tả khoa học đầu tiên năm 1951.